# (2439) Ulugbek
(2439) Ulugbek ist ein Asteroid des Hauptgürtels, der am 21. August 1977 vom russischen Astronomen Nikolai Stepanowitsch Tschernych am Krim-Observatorium in Nautschnyj (IAU-Code 095) entdeckt wurde.
Der Asteroid gehört zur Themis-Familie, einer Gruppe von Asteroiden, die nach (24) Themis benannt wurde.
(2439) Ulugbek wurde nach dem Timuriden-Fürsten und Astronomen Ulugh Beg (1394–1449) benannt, der 1428 das Observatorium Gurchani Zidsch erbaute und zwischen 1420 und 1437 einen Sternenkatalog Zidsch-i-Sultani mit den Positionsangaben von 1018 bzw. 992 Sternen erstellen ließ.